# Insulocreagris troglobia
Espèce
Synonymes
- Roncus cavernicola Beier, 1928 nec Tömösváry, 1882

Insulocreagris troglobia est une espèce de pseudoscorpions de la famille des Neobisiidae.

## Distribution
Cette espèce est endémique de Bosnie-Herzégovine. Elle se rencontre à Grebci dans la grotte Kali pećina.

## Systématique et taxinomie
Cette espèce a été décrite sous le nom Roncus cavernicola par Beier en 1928. Elle est placée dans le genre Insulocreagris par Ćurčić en 1988. Ce nom étant préoccupé par Roncus lubricus cavernicola Tömösváry, 1882, elle est renommée par Harvey en 1991.

## Publications originales
- Harvey, 1991 : Catalogue of the Pseudoscorpionida. Manchester University Press, Manchester, p. 1-726.
- Beier, 1928 : Die Pseudoskorpione des Wiener Naturhistorischen Museums. III. Annalen des Naturhistorischen Museums in Wien, vol. 42, p. 285-314 (texte intégral).